# Marchtaler Plan
Der Marchtaler Plan ist der Rahmenplan für die Katholischen Freien Schulen in der Diözese Rottenburg-Stuttgart und Diözese Augsburg. Benannt wurde er nach seinem Entstehungsort, dem Kloster Obermarchtal, das heute die Katholische Akademie der Lehrerfortbildung beherbergt.
1984 wurde der Marchtaler Plan als Erziehungs- und Bildungsplan für die Katholischen Freien Grund- und Hauptschulen eingeführt. Inzwischen liegen Marchtaler Pläne für alle allgemein bildenden Schularten, für die Fachschule für Sozialpädagogik und für verschiedene Sonderschulen vor.
Der Marchtaler Plan hat wesentliche Gedanken der Montessori-Pädagogik und Ansätze von Peter Petersen aufgenommen und sie in eigener Weise umgesetzt. Der Marchtaler Plan sieht sich als wesentliches Moment der Innovation in Baden-Württemberg. Er verfolgt ein ganzheitliches Konzept, was sich allein schon daraus ablesen lässt, dass das Fach Religion nicht mehr auftaucht, sondern ganzheitlich in den anderen Stunden verarbeitet wird.

## Grundlagen und Ziele
Die inhaltliche Grundlage des Marchtaler Plans sind die Lehrpläne des Landes Baden-Württemberg und Bayern für die jeweilige Schulart. Die Ziele der Erziehung und Bildung gemäß dem Marchtaler Plan sind:
- Vermittlung von Bildung und Wissen
- Ganzheitlich personale und soziale Erziehung
- Sittlich-religiöse Erziehung

## Strukturelemente
Der Unterricht beinhaltet folgende Fächer:
- Morgenkreis: Nach dem Wochenende beginnt die Woche mit dem „Morgenkreis“, einer „Stilleübung“ mit dem Blick auf die Mitte und dem Abschied vom Gewesenen, und endet mit dem „Abschlusskreis“ am Ende der Woche.
- Freie Stillarbeit: Die freie Stillarbeit beinhaltet stilles Arbeiten in einer vorbereiteten Lernumgebung mit freier Wahl des Themas, der Zeit, der Arbeitsform, der Partner und des Raumes. Erlaubt sind auch kleinere Projekte.
- Vernetzter Unterricht: Der Vernetzte Unterricht überschreitet die herkömmliche Gliederung der Stoffe nach Fächern und stellt eine ethische, soziale, und religiöse Verknüpfung der zu unterrichtenden Bereiche (je nach Schulform Religionslehre, Heimat- und Sachunterricht, Geschichte, Gemeinschaftskunde, Erdkunde, Physik, Chemie und Biologie) dar. Die Inhalte des Faches Deutsch werden vom Lehrer grundsätzlich mit den Unterrichtseinheiten vernetzt.

## Schulen mit Marchtaler Plan

### In der Diözese Rottenburg-Stuttgart
- St. Loreto, Ludwigsburg
- Bodenseeschule St. Martin, Friedrichshafen
- Bischof von Lipp Gemeinschaftsschule, Mulfingen
- Sankt-Jakobus-Gymnasium, Abtsgmünd
- Rupert-Mayer-Schule, Spaichingen
- Bischof-Sproll-Bildungszentrum, Biberach an der Riß
- Vinzenz-von-Paul-Schule, Schwendi
- Klösterle, Ravensburg
- Sankt-Meinrad-Gymnasium, Rottenburg am Neckar
- St. Klara Realschule und Progymnasium, Rottenburg am Neckar
- Carl-Joseph-Leiprecht-Schule, Rottenburg am Neckar
- Eugen-Bolz-Schule, Bad Waldsee
- Bildungszentrum St. Konrad, Ravensburg
- Maximilian-Kolbe-Schule, Rottweil
- St.-Wolfgang-Schule, Reutlingen
- Albertus-Magnus-Gymnasium, Stuttgart
- Katholisches Freies Bildungszentrum St. Kilian, Heilbronn
- Katholische Fachschule für Sozialpädagogik, Ulm
- Franz-von-Sales-Realschule, Obermarchtal
- St. Bernhard Grund- und Realschule, Bad Mergentheim
- Franziskus Grundschule, Schwäbisch Gmünd
- Studienkolleg St. Johann, Blönried
- Franz-von-Assisi-Schule, Waldstetten

### In der Diözese Augsburg
- alle Schulen des Schulwerks Augsburg[3]

### In der Diözese Eichstätt
- alle Schulen der Diözese Eichstätt[4]

### Weitere Schulen in Deutschland
- Niels-Stensen-Schule, Schwerin
- Johannes-Prassek-Schule, Lübeck
- HagenSchule, Hagen
- St. Martin Grundschule, Oschersleben (Bode)
- St. Hildegard Grundschule, Haldensleben
- Freie katholische Grundschule im Haus St. Marien, Neumarkt i.d.OPf.
- Maria-Ward-Schule, Nürnberg
- Maria-Ward-Realschule Eichstätt
- Maria-Ward-Realschule Schrobenhausen
- Privates Sankt-Josef-Gymnasium, Biesdorf (Eifel)
- Engelsburg-Gymnasium, Kassel
- Don-Bosco-Schule, Rostock
- Bischof-Manfred-Müller-Schule, Regensburg
- Mittelschule Oberroning, Rottenburg an der Laaber
- Realschule Oberroning, Rottenburg an der Laaber
- St. Mauritius-Sekundarschule, Halle (Saale)
- St. Mechthild-Grundschule, Magdeburg
- Norbertusgymnasium, Magdeburg
- Ludwig-Windthorst-Schule Hannover
- Private Katholische Volksschule Vinzentinum, Würzburg
- Franz-von-Assisi-Schule[5], Augsburg
- St. Franziskus-Grundschule, Halle (Saale)
- Katholische Freie Grundschule St. Michael, Neu-Ulm
- Mädchenrealschule St. Ursula, Donauwörth
- Realschule Maria Stern, Nördlingen
- Maria-Ward-Grundschule Heiligenstatt Tüßling
- St. Paulus Schule, Berlin-Moabit[6]

### Österreich
- Privatgymnasium der Herz-Jesu-Missionare, Salzburg
- Privatgymnasium der Ursulinen, Salzburg
- Kollegium Borromaeum, Salzburg
- HLW Elisabethinum, Salzburg
- Missionsprivatgymnasium St.Rupert, Bischofshofen
- Multi Augustinum, Sankt Margarethen im Lungau
- Privathauptschule, Michaelbeuern
- Bischöfliches Gymnasium Petrinum, Linz
- Aufbaugymnasium, Hollabrunn
- Marianum, Wien
- Priv. KMS 1150, Wien
- Private Mädchenhauptschule Kettenbrücke, Innsbruck
- Abteigymnasium, Seckau
- Bischöfliches Realgymnasium und Oberstufenrealgymnasium St. Ursula, Klagenfurt
- Neue Mittelschule, Rappottenstein